# Quận của Latvia
Trước ngày 1 tháng 7 năm 2009, Latvia được chia thành 26 quận hành chính (administratīvais rajons; số nhiều: administratīvie rajoni) và 7 thành phố trực thuộc trung ương (republikas pilsētas; số nhiều – republikas pilsēta), được đánh dấu hoa thị (về cách phân chia hành chính mới của Latvia, xem Phân chia hành chính Latvia):

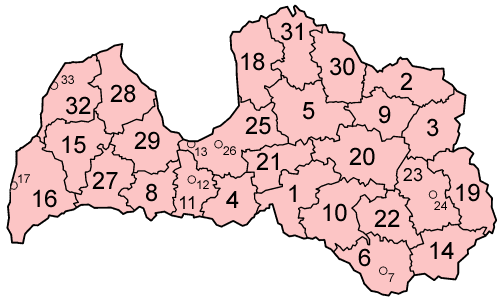
Districts of Latvia

| 1. Quận Aizkraukle 2. Quận Alūksne 3. Quận Balvi 4. Quận Bauska 5. Quận Cēsis 6. Quận Daugavpils 7. Daugavpils* 8. Quận Dobele 9. Quận Gulbene 10. Quận Jēkabpils 11. Quận Jelgava 12. Jelgava* 13. Jūrmala* 14. Quận Krāslava 15. Quận Kuldīga 16. Quận Liepāja 17. Liepāja* 18. Quận Limbaži 19. Quận Ludza 20. Quận Madona 21. Quận Ogre 22. Quận Preiļi 23. Quận Rēzekne 24. Rēzekne* 25. Quận Riga 26. Rīga* 27. Quận Saldus 28. Quận Talsi 29. Quận Tukums 30. Quận Valka 31. Quận Valmiera 32. Quận Ventspils 33. Ventspils* |